# Добер, Андреас
Андреас Добер (нем. Andreas Dober; род. 31 марта 1986, Вена) — австрийский футболист, защитник клуба «Тульн». Ранее выступал за национальную сборную Австрии, за которую сыграл три матча.

## Карьера

### Клубная
Андреас Добер начал свою футбольную карьеру в возрасте 7 лет в составе юношеской команды венского клуба «Рапид». Позже Андреас в течение полгода занимался в юниорской команде клуба «Альтах», но через некоторое время вернулся в «Рапид». В основной команде клуба Андреас дебютировал в 2004 году, в сезоне 2003/04 Добер провёл пять матчей за «Рапид». В сезоне 2004/05 Андреас провёл за клуб всего один матч, но затем был отдан в аренду в клуб «Альтах». После возвращения из аренды в «Рапид», который стал чемпионом Австрии в сезоне 2004/05 и добился права выступать в Лиге чемпионов сезона 2005/06, у Андреаса появился шанс заиграть в основном составе клуба.
В возрасте 18-ти лет Андреас смог закрепиться в основном составе «Рапида». В сезоне 2005/06 Добер провёл 23 матча и забил 1 мяч в чемпионате Австрии. В Лиге чемпионов «Рапид» выступил не слишком удачно, хотя для Андреаса матчи третьего квалификационного раунда против российского «Локомотива» стали одними из лучших. В первом матче в Австрии была зафиксирована ничья 1:1, а в ответном матче в Москве «Рапид» смог одержать победу со счётом 0:1. Выйдя в групповой раунд, «Рапид» попал в одну группу с «Ювентусом», Баварией и «Брюгге». Проиграв все шесть матчей «Рапид» вылетел из Лиге чемпионов.
В сезоне 2006/07 Добер не слишком часто попадал в основной состав «Рапида», отыграв всего 12 матчей. Однако в следующем сезоне главный тренер «Рапида» Петер Пакульт стал больше доверять молодому защитнику место в основном составе. Добер отыграл 24 матча и забил 4 мяча, а его команда по итогам сезона завоевала титул чемпионов Австрии сезона 2007/08. После окончания чемпионата, Андреас продлил свой контракт с клубом до 2011 года. В октябре 2011 года Добер подписал контракт с клубом ТСФ «Хартберг».
В апреле 2012 года Андреас находился на просмотре в американском клубе «Портленд Тимберс». 22 апреля он сыграл за резервную команду против «Ванкувер Уайткэпс».

### В сборной
В национальной сборной Австрии Андреас дебютировал 8 октября 2005 года в матче против сборной Англии. Добер был заявлен в расширенный список кандидатов на чемпионат Европы 2008 года, который проходил в Австрии и Швейцарии. Но в конечном итоге главный тренер сборный Австрии Йозеф Хиккерсбергер не включил Андреаса в окончательный список кандидатов в сборную.

## Достижения
- Чемпион Австрии: 2008